# Distrito de Maaseik
El Distrito de Maaseik (en francés: Arrondissement de Maaseik; en neerlandés: Arrondissement Maaseik) es uno de los tres distritos administrativos de la Provincia de Limburgo (Bélgica). Posee únicamente la condición de distrito administrativo, por lo que sus municipios dependen judicialmente de otros distritos. Así, los municipios de Bocholt, Bree, Kinrooi, Meeuwen-Gruitrode, Dilsen-Stokkem y Maaseik, forman parte de distrito judicial de Tongeren, mientras que el resto de los municipios del distrito pertenecen judicialmente al distrito de Distrito de Hasselt.

## Lista de municipios
- Bocholt
- Bree
- Dilsen-Stokkem
- Hamont-Achel
- Hechtel-Eksel
- Houthalen-Helchteren
- Kinrooi
- Lommel
- Maaseik
- Meeuwen-Gruitrode
- Neerpelt
- Overpelt
- Peer

- Datos: Q93577